# Не вярвам на мъжете (теленовела, 1991)
„Не вярвам на мъжете“ (на испански: Yo no creo en los hombres) е мексиканска теленовела, режисирана от Мигел Корсега и Франсиско Франко и продуцирана от Луси Ороско за Телевиса през 1991 г. Адаптирана от Марсия дел Рио, теленовелата е базирана на едноименната радионовела, написана от Каридад Браво Адамс.
В главните роли са Габриела Роел и Алфредо Адаме, а в отрицателните – Саби Камалич, Ана Колчеро, Рафаел Рохас, Оскар Морели и Луиса Уертас.

## Сюжет
Мария Долорес Робледо е млада и красива жена, чиято съдба се пресича с тази на семейство Ибаниес, състоящо се от злата Леонор и двете ѝ деца, Артуро и Малени. Мария Долорес се влюбва в Артуро, който я съблазнява и след това я изоставя, женейки се за Силвия.
По-късно Артуро се опитва да малтретира Мария Долорес, но той случайно умира по време на свадата помежду им. Обвинена за смъртта му, жената е осъдена на тридесет години затвор.
Докато е в затвора, Мария Долорес се заклева никога повече да не вярва в мъжете, но след като си връща свободата, тя среща Густаво, адвокат, който се влюбва в нея и я кара да повярва отново в любовта.

## Актьори
- Габриела Роел – Мария Долорес Робледо Осуна
- Алфредо Адаме – Густаво Миранда Кампос
- Рафаел Рохас – Артуро Ибаниес де ла Вега
- Саби Камалич – Леонор де ла Вега вдовица де Ибаниес
- Ана Колчеро – Мелани Ибаниес де ла Вега
- Йоланда Андраде – Клара Робледо Осуна
- Марта Наваро – Есперанса Осуна вдовица де Робледо
- Бруно Рей – Педро Миранда
- Барбара Хил – Лаура Кампос де Миранда
- Хосе Суарес – Леонардо Миранда Кампос
- Оскар Морели – Дитер Салас
- Роберто Карера – Д-р Роберто Бараса
- Пилар Ескаланте – Силвия Монтесинос Фигероа
- Уго Акоста – Тони
- Алберто Естрея – Алфонсо
- Патрисия Бернал – Сусана Фигероа
- Хорхе Антолин – Хосе Алберто
- Умберто Яниес – Раул Гомес
- Хосе Луис Ябер – Хенаро
- Луиса Уертас – Хосефа Гарсия
- Дора Кордеро – Сесилия
- Луис Аркарас – Орландо
- Астрид Адад – Пака
- Дамян Алкасар – Хуан
- Леонор Яусас – Онория
- Алехандро Ибаго – Аурелио
- Федерика Санчес Фогарти – Елена Гарсия
- Фелипе Касияс – Хасинто
- Рикардо Силва – Д-р Антонио Ерера
- Хорхе Молина – Роландо
- Ниньон Севиля – Емелия
- Имелда Милър – Имелда
- Мерседес Хинорея – Лупита
- Вики Родел – Ирис
- Хорхе Акоста – Ихинио
- Габи Бермудес – Катя
- Ирма Торес – Емилия
- Дарвин Солано – Еладио
- Лин Май – Китайката
- Гилермо Кинтания – Флако
- Мигел Ариспе – Болийо
- Алфредо Варгас – Гуеро
- Юдит Арсиниега – Ирене
- Ана Чокчети – Мариса
- Палома Улрич – Анхелес
- Даниел Гауври – Адриан

## Премиера
Премиерата на Не вярвам на мъжете е на 10 юни 1991 г. по El Canal de las Estrellas. Последният 81. епизод е излъчен на 27 септември 1991 г.

## Версии
Не вярвам в мъжете е базирана на едноименната радионовела, написана от Каридад Браво Адамс. Други версии, които са направени по същата история, са:
- Не вярвам на мъжете (1954), мексикански игрален филм, с участието на Сарита Монтиел и Роберто Каниедо.
- Не вярвам на мъжете (1969), мексиканска теленовела, продуцирана от Ернесто Алонсо за Телевиса, с участието на Марикрус Оливие и Карлос Фернандес.
- Втора част на Булчински воал (2003), мексиканска теленовела, продуциран от Хуан Осорио за Телевиса, с участието на Сусана Гонсалес и Едуардо Сантамарина.
- Не вярвам на мъжете (2014), мексиканска теленовела, продуцирана от Жисел Гонсалес за Телевиса, с участието на Адриана Лувие и Габриел Сото.